# Airborne-monument (Veghel)
Het Airborne-monument in Veghel herinnert aan de luchtlanding op 17 september 1944 van het 501ste Regiment van de 101e Luchtlandingsdivisie gedurende Operatie Market Garden.
In 1959 werd het Airborne-monument door prinses Irene onthuld. Dit bronzen beeld van een kangoeroe staat aan de Kolonel Johnsonstraat. De codenaam van dit regiment was 'Kangoeroe'. Op de zwerfkei zijn een plaquette en het embleem van de 101e Luchtlandingsdivisie (de 'Screaming Eagle') aangebracht. In de zwerfkei is een tekst aangebracht:
"TER EERE VAN DE HELDEN VAN DE 101STE PARACHUTISTEN DIVISIE VAN HET AMERIKAANSE LEGER ONDER COMMANDO VAN GENERAAL MAXWELL D. TAYLOR OPERATIE MARKET GARDEN 17 SEPT. 1944 - 28 NOV. 1944 NOORD-BRABANT GELDERLAND
IN BLIJVENDE DANKBAARHEID DE REGERING EN HET VOLK VAN NEDERLAND."
|                                                                                       |  |  |
| Prinses Irene onthult het Airborne-monument tijdens de bevrijdingsherdenking van 1959 |  |  |

## Klondike
Achter het Airborne-monument ligt villa Klondike, tijdens Operatie Market Garden hoofdkwartier van Kolonel Howard R. Johnson. Als aandenken aan Kolonel Johnson werd de voormalige Boerhaavestraat omgedoopt tot Kolonel Johnsonstraat.

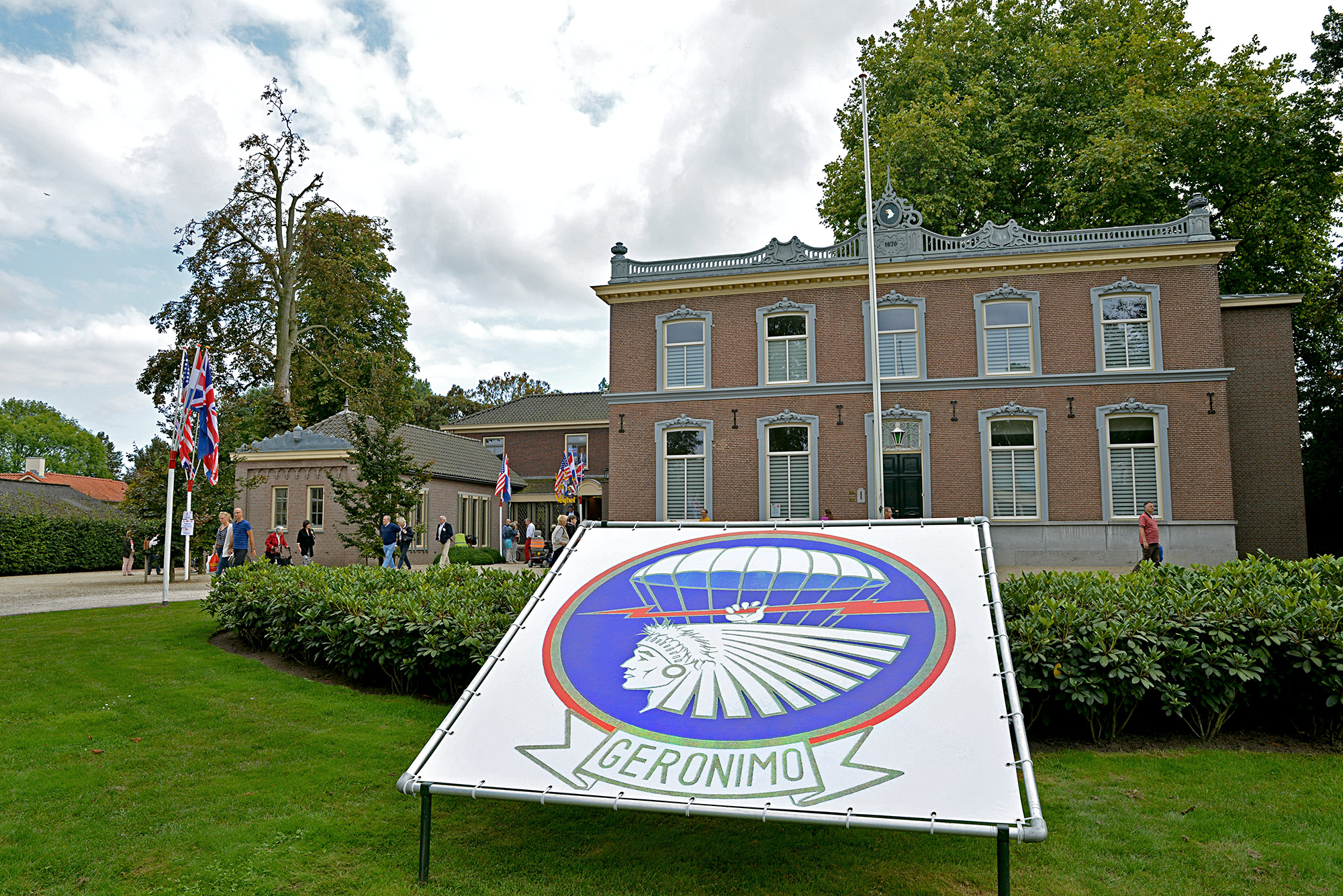
Klondike tijdens de 70ste herdenking van Operatie Market Garden